# Arbin
Arbin est une commune française située dans le département de la Savoie en région Auvergne-Rhône-Alpes.

## Géographie

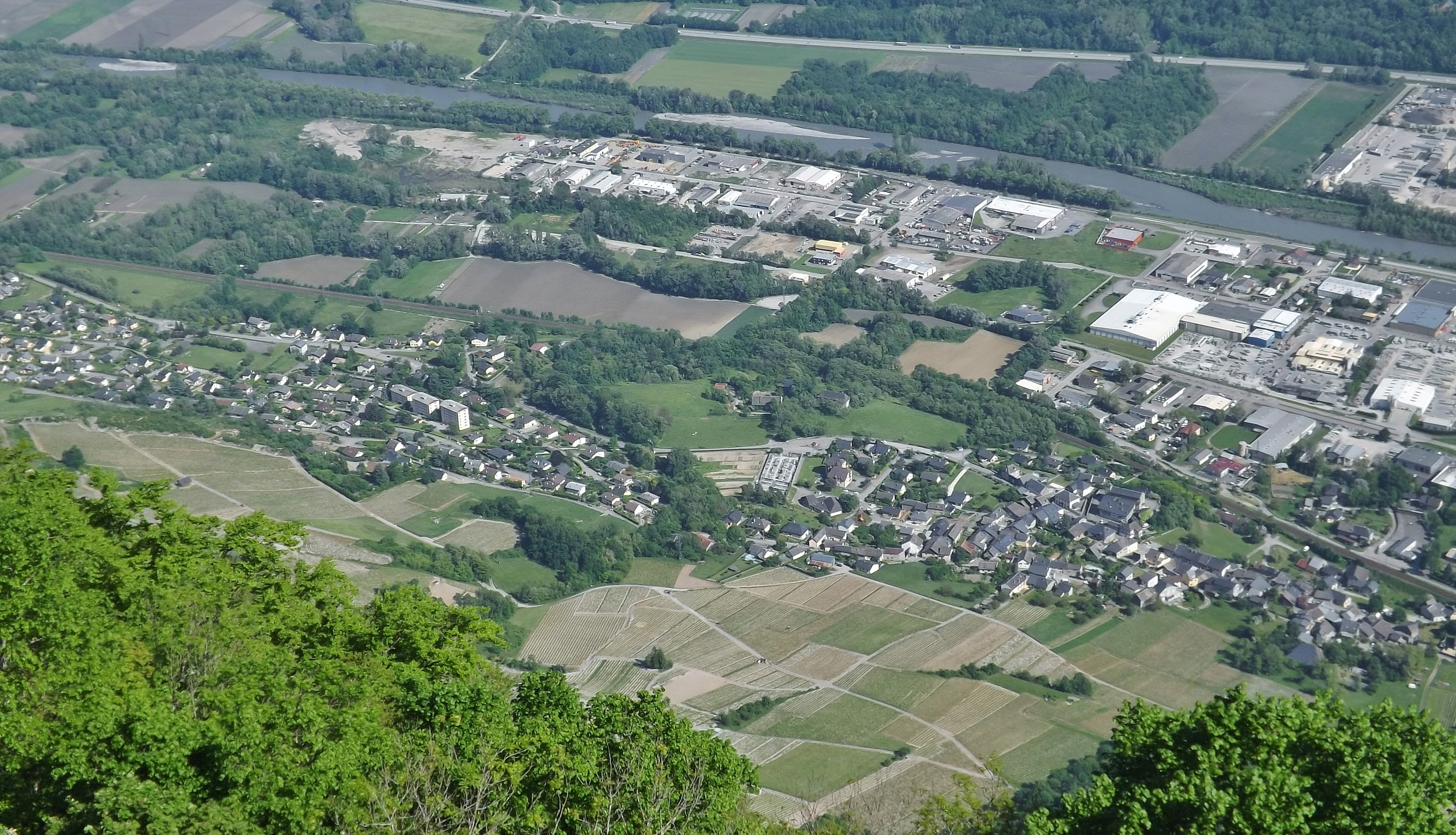
Territoire de la commune, entre l'Isère et les pentes du massif des Bauges.

Arbin est une petite commune (moins de 200 hectares) située tout près de la petite ville de Montmélian, dans cette partie de la vallée de l'Isère connue sous le nom de combe de Savoie. Cette commune est sur un versant exposé au sud. La combe de Savoie est située dans le sillon alpin géologique et est connue pour la qualité des vins qu'elle produit.
Arbin avait une population de 790 habitants en 2011 (recensement et INSEE). Ce village a été bâti au pied de la montagne de la Thuile, sur les derniers contreforts du massif préalpin des Bauges. Son église domine d'une façon pittoresque les vieilles maisons de la partie ancienne de la commune. En face d'Arbin, de l'autre côté de la rivière Isère, se dressent les sommets neigeux des Alpes de Maurienne et de la chaîne de Belledonne.
Le Grésivaudan et la combe de Savoie forment une seule et même vallée, dans le sillon alpin géologique. Ces deux régions sont simplement séparées par 1000 ans d'histoire : le Grésivaudan (province du Dauphiné) était en France et la Combe de Savoie dans le duché de Savoie jusqu'en 1860 (année durant laquelle la Savoie est devenue française).

### Climat
Pour des articles plus généraux, voir Climat d'Auvergne-Rhône-Alpes et Climat de la Savoie.
En 2010, le climat de la commune est de type climat des marges montargnardes, selon une étude du Centre national de la recherche scientifique s'appuyant sur une série de données couvrant la période 1971-2000. En 2020, Météo-France publie une typologie des climats de la France métropolitaine dans laquelle la commune est exposée à un climat de montagne ou de marges de montagne et est dans la région climatique Alpes du nord, caractérisée par une pluviométrie annuelle de 1 200 à 1 500 mm, irrégulièrement répartie en été.
Pour la période 1971-2000, la température annuelle moyenne est de 11,3 °C, avec une amplitude thermique annuelle de 19 °C. Le cumul annuel moyen de précipitations est de 1 229 mm, avec 9,5 jours de précipitations en janvier et 8,3 jours en juillet. Pour la période 1991-2020, la température moyenne annuelle observée sur la station météorologique de Météo-France la plus proche, « Montmelian », sur la commune de Montmélian à 1 km à vol d'oiseau, est de 12,4 °C et le cumul annuel moyen de précipitations est de 987,3 mm,. Pour l'avenir, les paramètres climatiques de la commune estimés pour 2050 selon différents scénarios d'émission de gaz à effet de serre sont consultables sur un site dédié publié par Météo-France en novembre 2022.

## Urbanisme

### Typologie
Au 1er janvier 2024, Arbin est catégorisée petite ville, selon la nouvelle grille communale de densité à sept niveaux définie par l'Insee en 2022.
Elle appartient à l'unité urbaine de Montmélian, une agglomération intra-départementale regroupant trois  communes, dont elle est une commune de la banlieue,,. Par ailleurs la commune fait partie de l'aire d'attraction de Chambéry, dont elle est une commune de la couronne,. Cette aire, qui regroupe 115 communes, est catégorisée dans les aires de 200 000 à moins de 700 000 habitants,.

### Occupation des sols
L'occupation des sols de la commune, telle qu'elle ressort de la base de données européenne d’occupation biophysique des sols Corine Land Cover (CLC), est marquée par l'importance des territoires agricoles (50 % en 2018), en diminution par rapport à 1990 (53,5 %). La répartition détaillée en 2018 est la suivante : 
zones agricoles hétérogènes (31,2 %), zones urbanisées (26,1 %), zones industrielles ou commerciales et réseaux de communication (18,9 %), cultures permanentes (18,8 %), eaux continentales (3,4 %), milieux à végétation arbustive et/ou herbacée (1,6 %).
L'IGN met par ailleurs à disposition un outil en ligne permettant de comparer l’évolution dans le temps de l’occupation des sols de la commune (ou de territoires à des échelles différentes). Plusieurs époques sont accessibles sous forme de cartes ou photos aériennes : la carte de Cassini (XVIIIe siècle), la carte d'état-major (1820-1866) et la période actuelle (1950 à aujourd'hui).

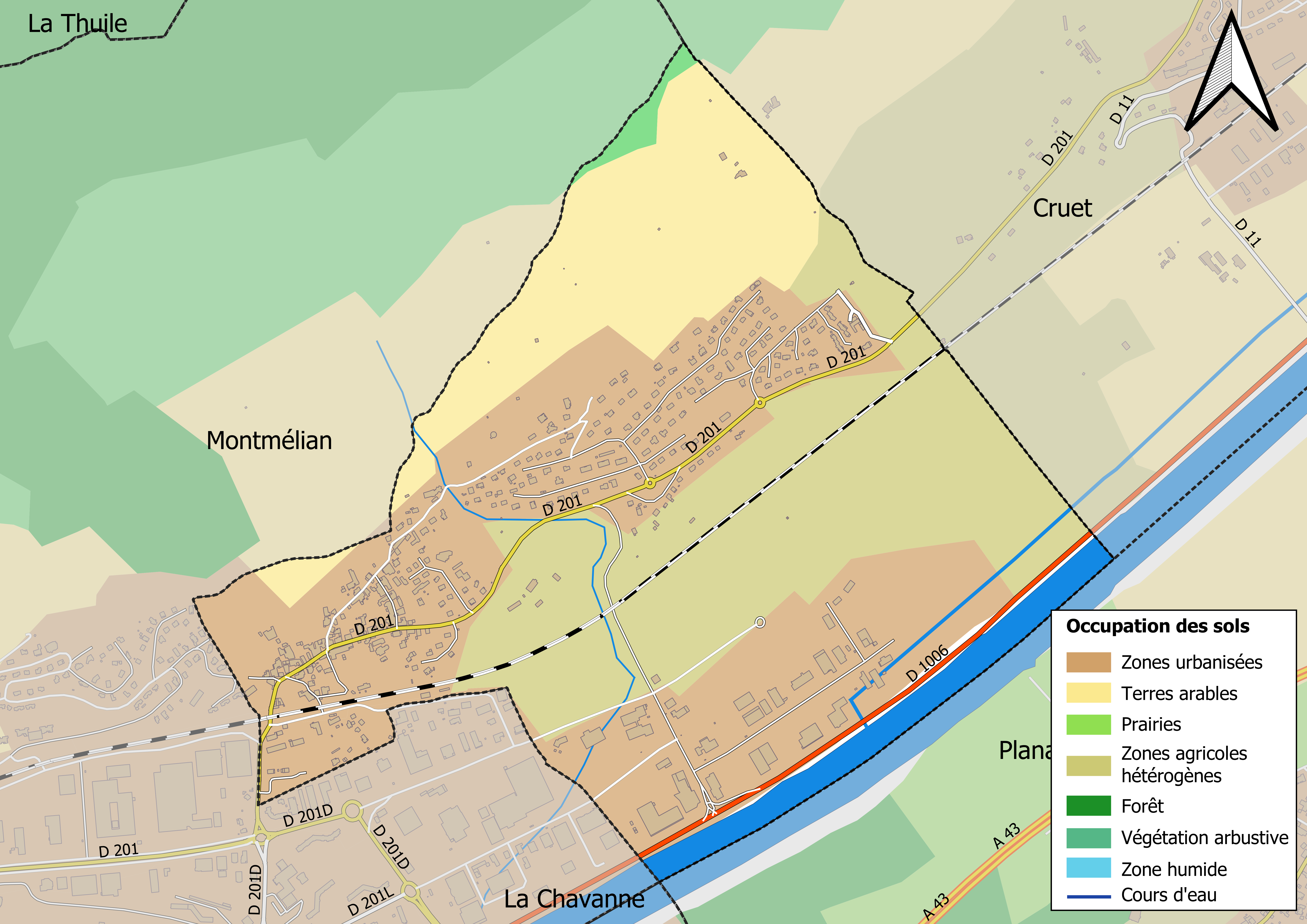
Carte des infrastructures et de l'occupation des sols en 2018 (CLC) de la commune.
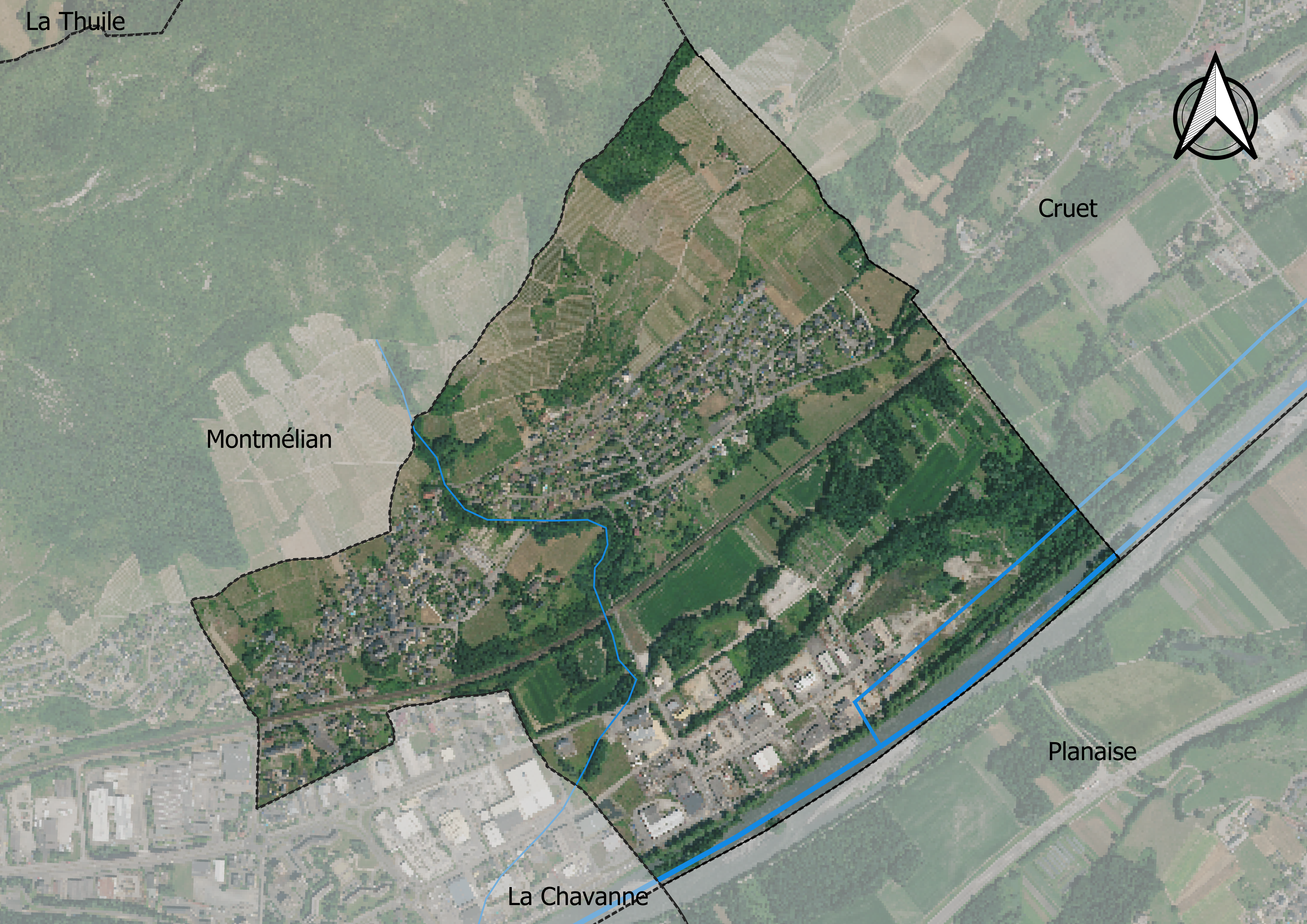
Carte orthophotogrammétrique de la commune.

## Toponymie
Anciennes formes Erbins (XIe siècle), Albinum (XIIe siècle) ou encore Arbino (XIVe siècle).
Le toponyme dérive du nom d'Albinus, ayant passé à celui de la villa.
En francoprovençal, le nom de la commune s'écrit Arbin, selon la graphie de Conflans.

## Histoire
L'histoire de la région et notamment d'Arbin ont été approfondies par deux érudits locaux, l'abbé Félix Bernard, qui fut curé d'Arbin (1949-1956), et l'abbé Philibert Falcoz.
La combe de Savoie appartient est peuplée par les Celtes « Allobroges » (âge du fer). Avec la conquête romaine de l'Allobrogie, la région devint romaine, puis gallo-romaine.
De la période celte Allobroge, la vallée a conservé sa vocation viticole. En revanche sa vocation minotière, créée sous les Romains, s'est éteinte vers 1940-1945.
Selon l'historien local Félix Bernard, les villages fortifiés sans ciment, étaient appelés « meillans ». Ces villages étaient établis tous les 5 à 6 kilomètres environ, le long des plus anciens chemins. Certains ont gardé leur nom antique. Le « meillan d'Arbin » a pu transmettre ce qualificatif à la petite ville limitrophe de Montmélian. Le nom d'une autre commune voisine Myans, viendrait aussi de ce vocable. Les « meillans » et les cités lacustres du lac du Bourget (Savoie) ou du Léman (France et Suisse) étaient contemporains.

### Antiquité
Dès 121 av. J.-C., les Romains soumettent les Allobroges et les incorporent à la « Provincia Romana ». La future Savoie forme alors un important nœud routier conduisant d'Italie à Genève et à Vienne. Les Allobroges et les Romains se sont fondus ensemble dans une culture gallo-romaine. Les Allobroges connaissaient la culture de la vigne et le travail du fer.
À Arbin existait une des stations romaines qui s'échelonnaient tout le long de la voie romaine secondaire reliant les cités de Mediolanum (Milan) à Vienna (Vienne), en passant par le col du Petit-Saint-Bernard. Les Romains avaient apporté le principe de la roue hydraulique, ainsi des moulins sont construits à Arbin où coule une rivière nommée Crousaz (ou Crousa).
Pour l'abbé Bernard, le toponyme Mérande aurait une consonance celte. En 1869 et en 1870, des fouilles ont fait apparaître des traces d'une villa gallo-romaine, comprenant environ 70 pièces. Des grandes mosaïques furent retrouvées dans cette villa. Plus récemment, de 1970 à 1972, de nouvelles fouilles ont mis au jour un abondant matériel : monnaies, céramiques, fragments de verre, objets en fer, objets de parure. De nouvelles fouilles systématiques sont reprises de 1977 à 1981 par le club d'archéologie Vaugelas de Chambéry, sous la direction de Jacques Pernon. Elles ont permis la découverte de nouveaux bâtiments et le tracé d'un réseau hydraulique complexe et bien conservé (adductions, bassins, évacuations). Cette villa gallo-romaine a été datée du IIe siècle. De nouvelles constructions gallo-romaines ont été découvertes lors de la création d'un lotissement à Mérande en 2002.

### Moyen Âge
Au Moyen Âge, Arbin comprend : le prieuré de Saint-Nicolas d'Arbin fondé en 1011 par Evrard, évêque de Maurienne, la maison forte du Crest, centre de la seigneurie du Crest, citée en 1310[réf. nécessaire], celle de Mérande, centre de la seigneurie de Mérande, citée en 1262[réf. nécessaire], celle de La Candia (dépendante du Crest).

### Époque moderne
Le prieuré Saint-Nicolas a disparu. Le château fortifié du Crest, démantelé sur ordre des Français est devenu une gentilhommière. Une ferme du XVe siècle a remplacé le manoir féodal de Mérande.

### Époque contemporaine
Arbin conserve ses vocations antérieures, à l'exception de l'industrie minotière qui disparaît entre 1940 et 1945. En revanche la vocation résidentielle s'accentue et de très nombreuses maisons sont construites. Des industries s'installent dans le fond de la vallée. La viticulture se dynamise et se modernise. Le vin rouge « Mondeuse d'Arbin » est appréciée par les connaisseurs.

## Politique et administration

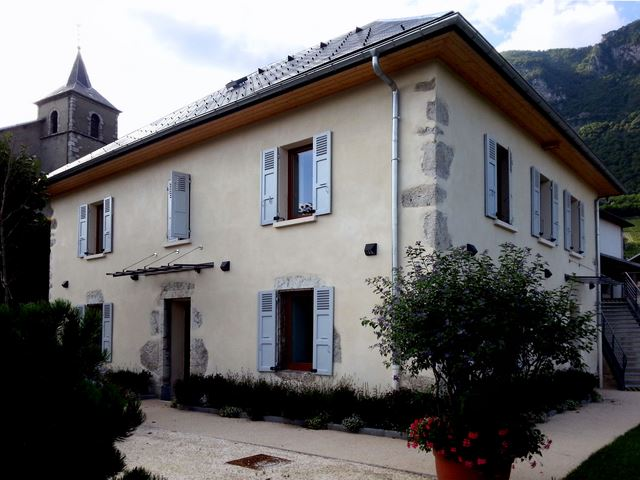
Bâtiment de la mairie.

La commune est membre de la Communauté de communes Cœur de Savoie. Elle appartient au Territoire du Cœur de Savoie, qui regroupe une quarantaine de communes de la Combe de Savoie et du Val Gelon.
| Période                                  | Période                  | Identité      | Étiquette | Qualité                                                |
| ---------------------------------------- | ------------------------ | ------------- | --------- | ------------------------------------------------------ |
| Les données manquantes sont à compléter. |                          |               |           |                                                        |
| avant 1995                               | ?                        | Pierre Magnin | DVD       | Conseiller général du canton de Montmélian (2001-2004) |
| mars 2001                                | En cours (au avril 2014) | Carlo Apprati |           |                                                        |

### Tendances politiques et résultats
|                                   | 1er score | 1er score                                                | 2e score | 2e score                                              | Participation |
| Élections municipales de 2020     |           | 95,71 % pour Louis Roget (SE)                            |          | 92,50 % pour Alain Dupont (SE)                        | 47,56 %       |
| Élections départementales de 2021 |           | 51,48 % pour Jean-François Duc et Béatrice Santais (DVG) |          | 48,52 % pour Jean-Pierre Guillaud et Nadège Jay (DVD) | 38,41 %       |
| Élections régionales de 2021      |           | 54,80 % pour Laurent Wauquiez (UD)                       |          | 31,20 % pour Fabienne Grebert (UG)                    | 40,52 %       |
| Élections européennes de 2019     |           | 24,86 % pour Jordan Bardella (FN)                        |          | 21,04 % pour Nathalie Loiseau (LREM)                  | 62,25 %       |
| Élections législatives de 2022    |           | 65,53 % pour Émilie Bonnivard (LR)                       |          | 34,47 % pour Nathalie Krawezynski (NUP)               | 59,02 %       |
| Élection présidentielle de 2022   |           | 53,72 % pour Emmanuel Macron (LREM)                      |          | 46,28 % pour Marine Le Pen (RN)                       | 79,27 %       |

## Population et société

### Démographie
L'évolution du nombre d'habitants est connue à travers les recensements de la population effectués dans la commune depuis 1793. Pour les communes de moins de 10 000 habitants, une enquête de recensement portant sur toute la population est réalisée tous les cinq ans, les populations de référence des années intermédiaires étant quant à elles estimées par interpolation ou extrapolation. Pour la commune, le premier recensement exhaustif entrant dans le cadre du nouveau dispositif a été réalisé en 2007.

En 2022, la commune comptait 816 habitants, en évolution de +3,68 % par rapport à 2016 (Savoie : +3,63 %, France hors Mayotte : +2,11 %).
| 1793 | 1800 | 1806 | 1822 | 1838 | 1848 | 1858 | 1861 | 1866 |
| ---- | ---- | ---- | ---- | ---- | ---- | ---- | ---- | ---- |
| 439  | 517  | 518  | 566  | 639  | 704  | 606  | 597  | 606  |

| 1872 | 1876 | 1881 | 1886 | 1891 | 1896 | 1901 | 1906 | 1911 |
| ---- | ---- | ---- | ---- | ---- | ---- | ---- | ---- | ---- |
| 565  | 557  | 519  | 485  | 447  | 440  | 453  | 468  | 429  |

| 1921 | 1926 | 1931 | 1936 | 1946 | 1954 | 1962 | 1968 | 1975 |
| ---- | ---- | ---- | ---- | ---- | ---- | ---- | ---- | ---- |
| 371  | 337  | 318  | 296  | 318  | 375  | 363  | 322  | 553  |

| 1982 | 1990 | 1999 | 2006 | 2007 | 2012 | 2017 | 2022 | - |
| ---- | ---- | ---- | ---- | ---- | ---- | ---- | ---- | - |
| 732  | 815  | 713  | 752  | 757  | 797  | 777  | 816  | - |

### Enseignement
La commune est rattachée à l'académie de Grenoble.

## Économie

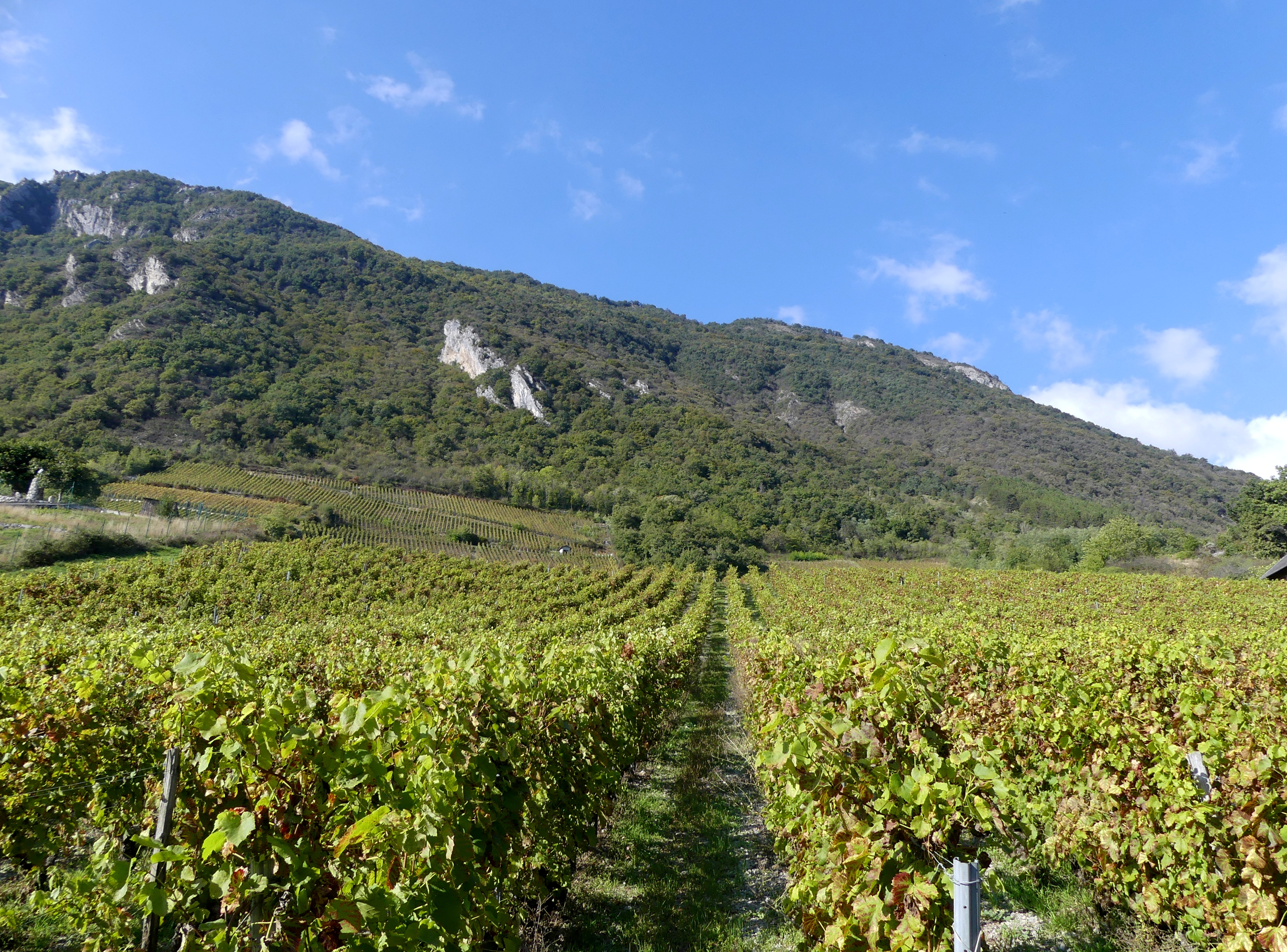
Les vignobles d'Arbin au pied des Bauges.

Arbin est une commune viticole dont les coteaux sont situés sur les pentes du massif des Bauges.
Le commune fait partiellement partie de l'aire géographique de production et transformation du « Bois de Chartreuse », la première AOC de la filière Bois en France,.

## Culture locale et patrimoine

### Lieux et monuments

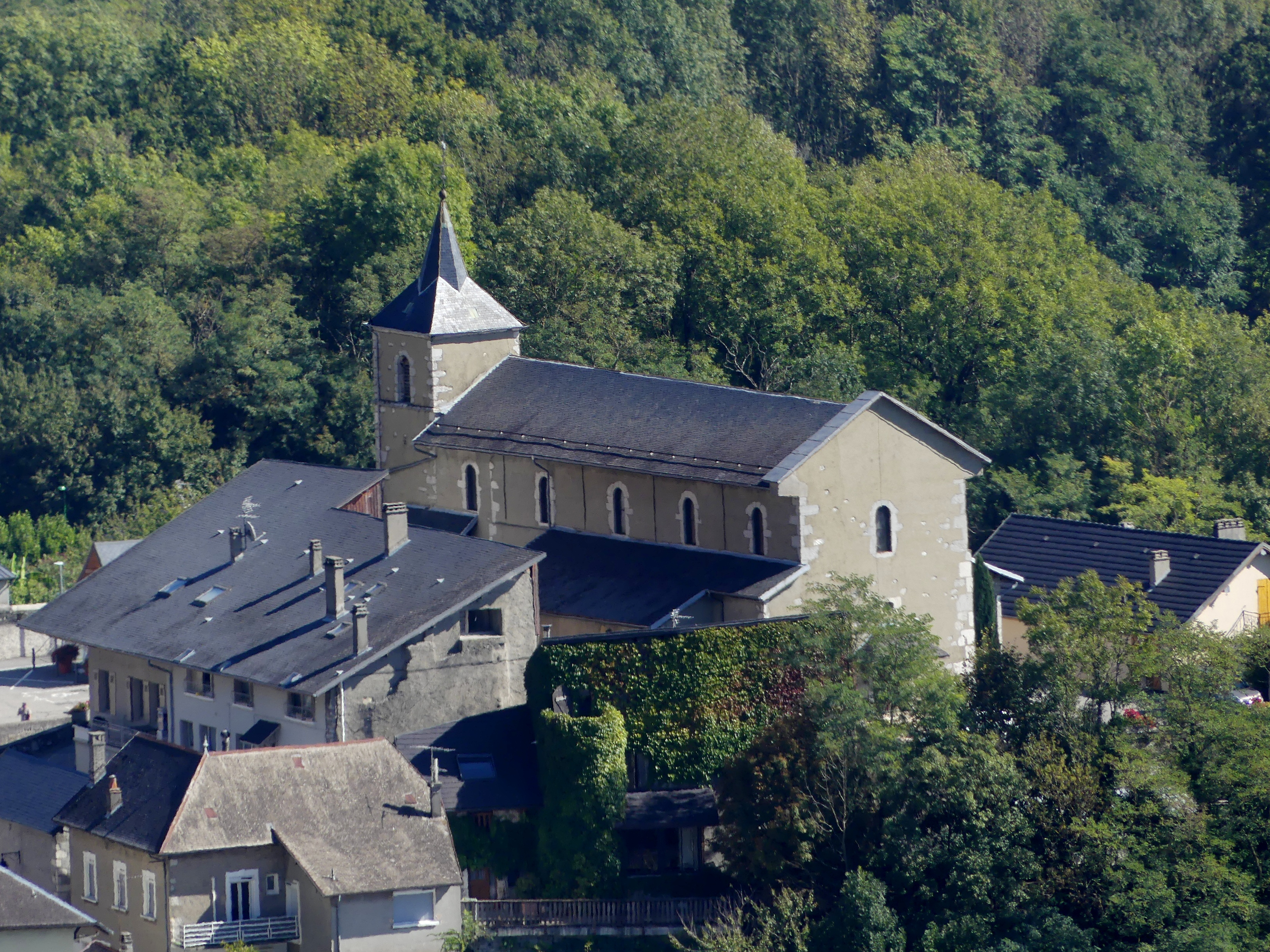
L'église Saint-Nicolas.

- Église placée sous le patronage de saint Nicolas. Le nouvel édifice, de style néoroman, est construit et bénit en 1721, puis agrandi selon les plans de l'architecte mauriennais autodidacte Théodore Fivel (1828-1894), en 1865[27] ;
- Prieuré Saint-Nicolas ;
- château puis maison forte de Mérande, propriété de la famille éponyme, légué aux chartreux d'Aillon, puis aux d'Oncieu ;
- château du Crest (Crêt), ayant appartenu aux Mareschal de Montmélian (devenue Mareschal-Meximieux), puis aux Seyssel La Chambre ;
- maison forte de la Candia (de Candie)
- aqueduc d'Arbin acheminant l'eau pour les moulins par-dessus le torrent du Nant Bauchet.

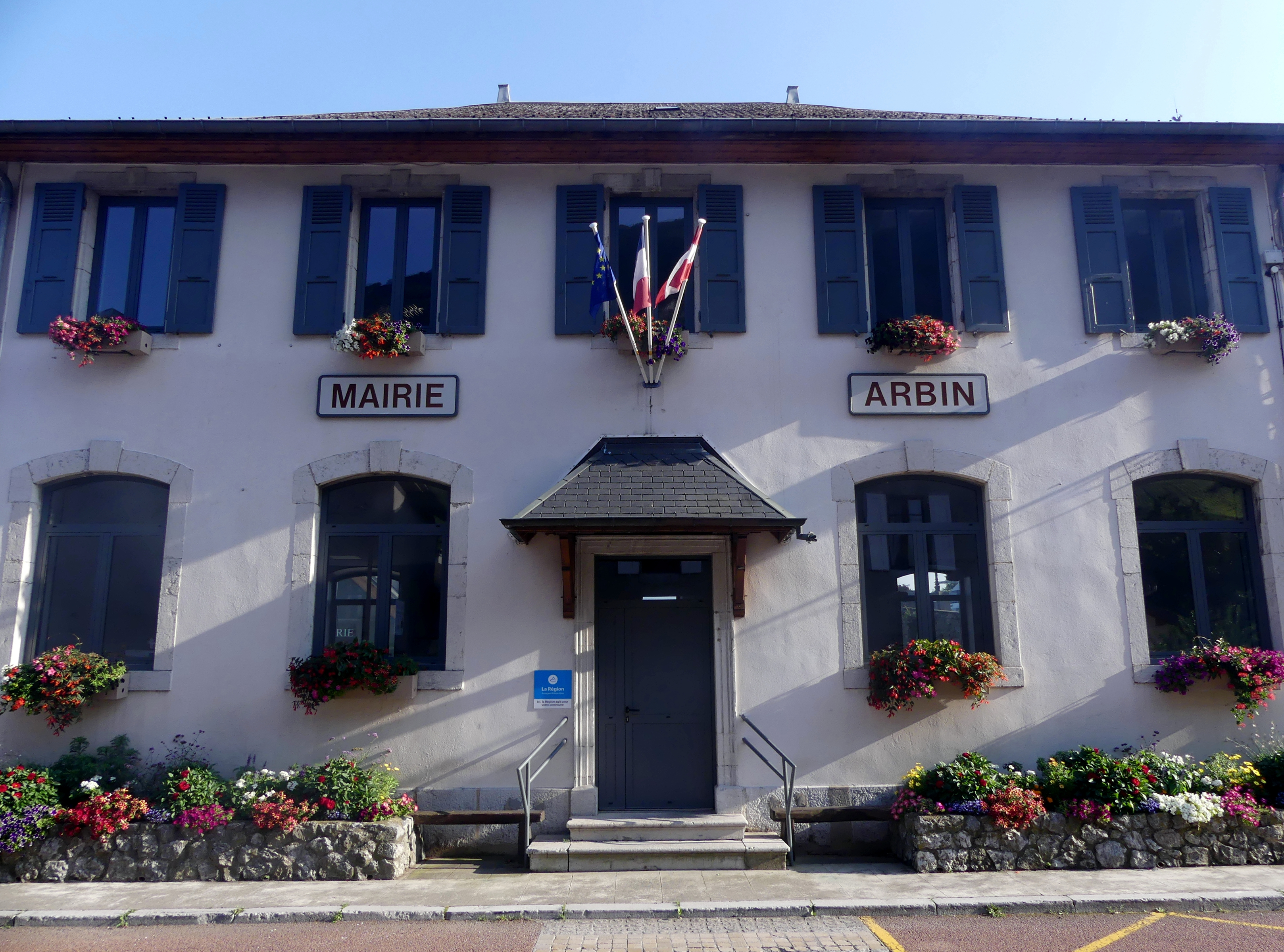
Ancienne mairie.
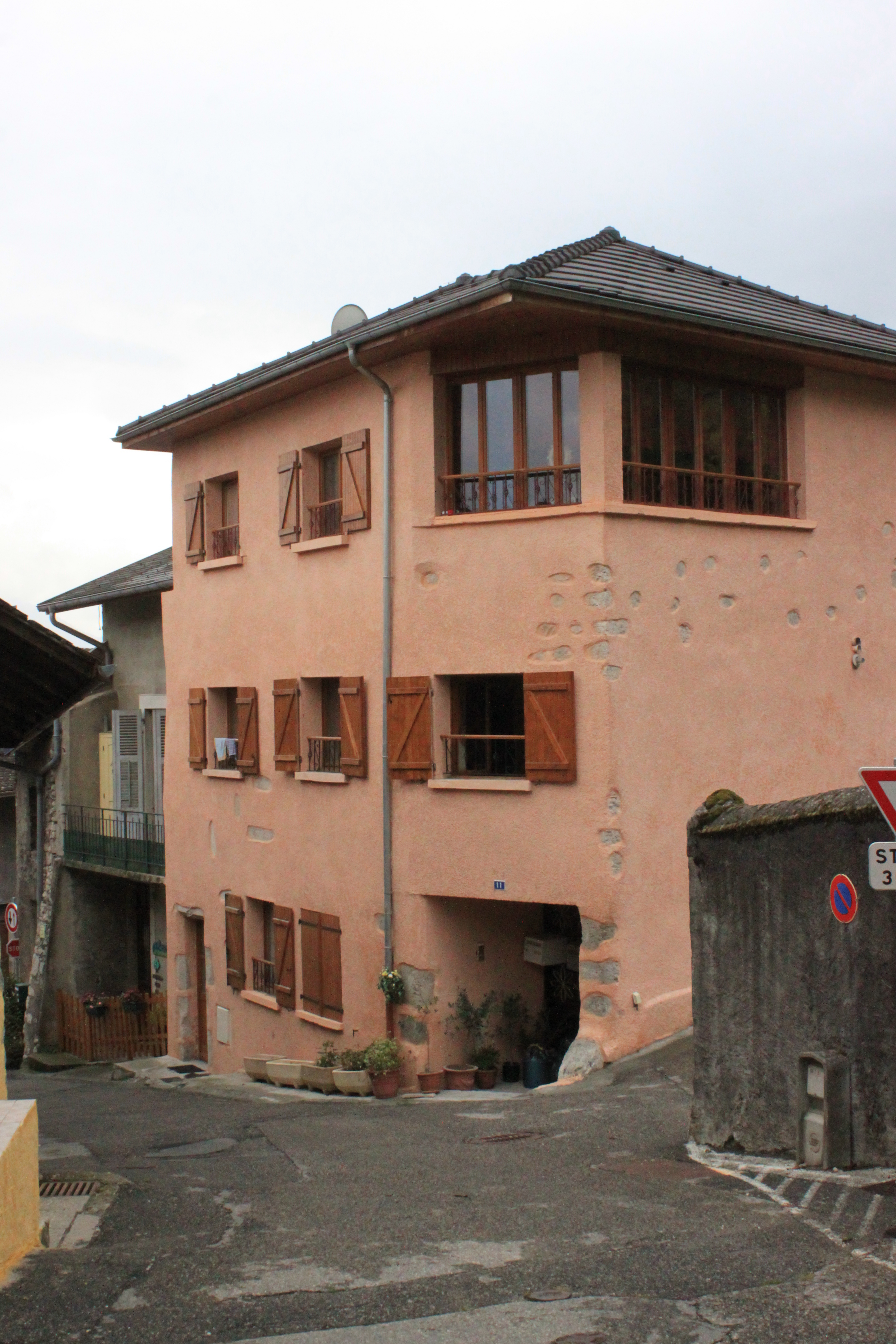
Maison ancienne.
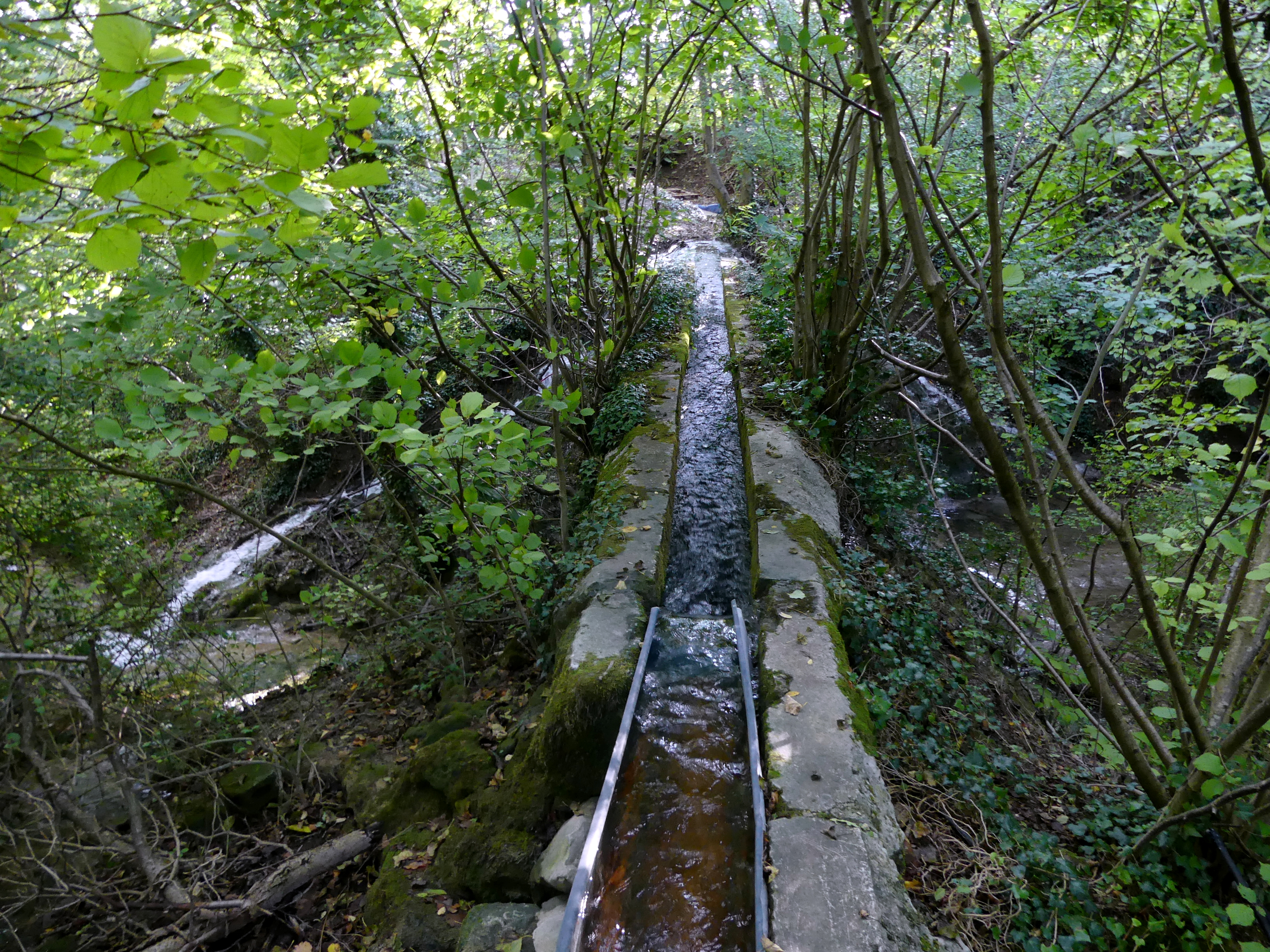
Aqueduc traversant le Nant Bauchet.
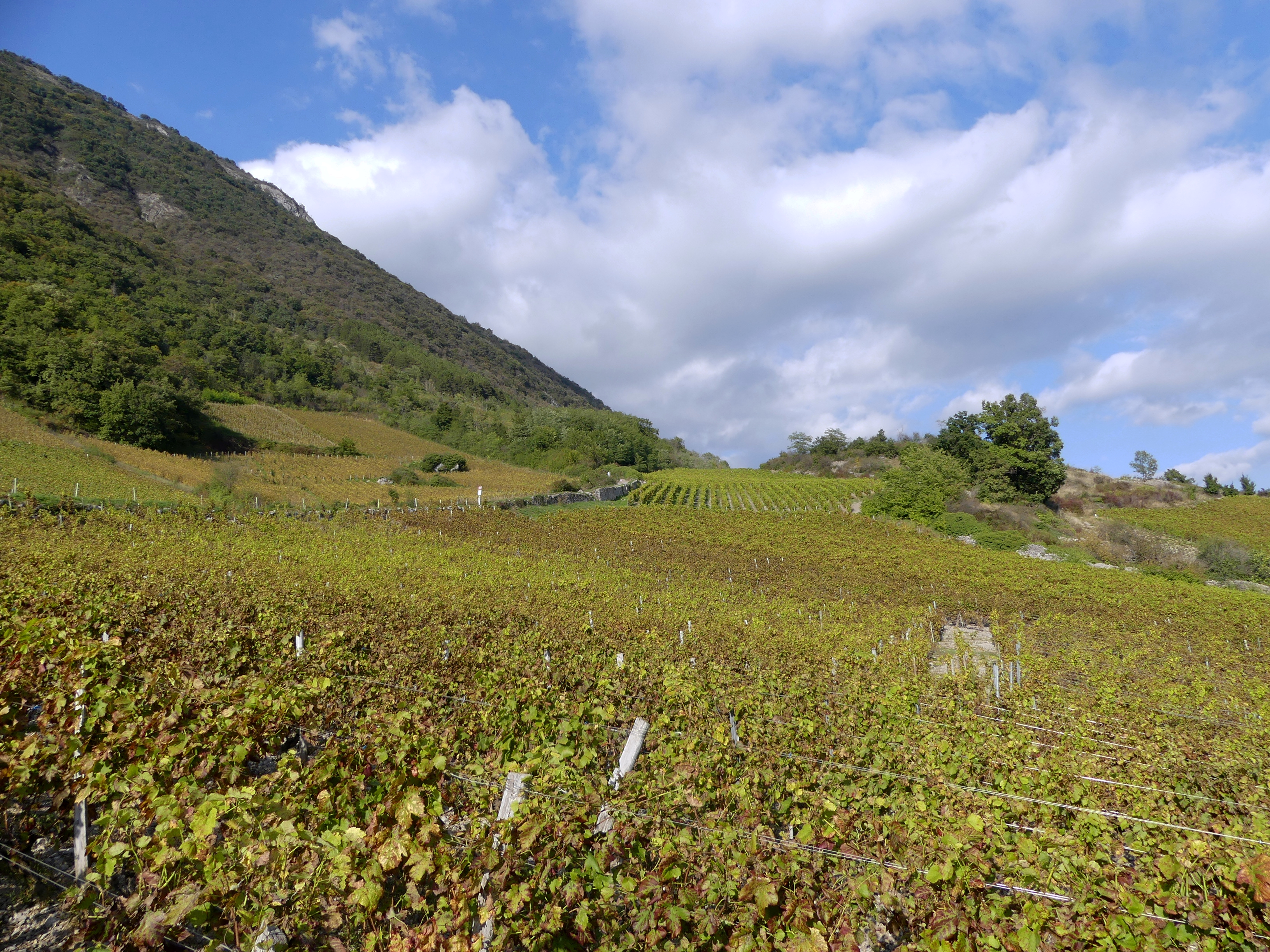
Vignoble en automne.